# .tel
.tel is een nieuw topleveldomein. Het hoofddoel van dit TLD is om sneller en eenvoudiger contact-informatie van bedrijven, organisaties, producten of personen op het internet te vinden.
Een .tel-website kan alleen worden gehost op de server van telnic en kan dus geen andere gegevens bevatten dan de standaardzaken zoals telefoon-, fax-, e-mail-, Skype-, VOIP-, sms- en Messenger-gegevens. De gepubliceerde informatie op de .tel-website kan op elk moment door de eigenaar veranderd worden.

## Verschil met .mobi
Het verschil met .mobi-domeinnamen is groot. Een .tel-website is bedoeld voor contactinformatie en een .mobi-website is bedoeld om eigen content te publiceren.